# Карпець Мирослав Васильович
Карпець Мирослав Васильович (31.12.1958, с. Черніїв, Тисменицького району, нині Івано-Франківська область) – доктор фізико-математичних наук, професор, фахівець у галузі матеріалознавства та Х-променевих досліджень матеріалів, завідувач кафедри фізичного матеріалознавства та термічної обробки Навчально-наукового інституту матеріалознавства та зварювання імені Є.О. Патона Національного технічного університету України «Київський політехнічний інститут імені Ігоря Сікорського».

## Життєпис
В 1981 році закінчив з відзнакою фізико-математичний факультет Івано-Франківського державного педагогічного інституту імені Василя Стефаника за спеціальністю «Фізика та математика».
Навчався в аспірантурі (1981–1984 рр.) при Інституті проблем матеріалознавства ім. І.М. Францевича НАН України. У 1986 р. захистив кандидатську дисертацію на тему «Структурний стан фаз загартованої та відпущеної сталі, легованої хромом» (спеціальність 01.04.07 – фізика твердого тіла). У 2007 р. захистив докторську дисертацію на тему «Високотемпературні структурно-фазові перетворення в нестехіометричних, розупорядкованих фазах втілення» (спеціальність 01.04.07 – фізика твердого тіла»). У 2013 році отримав вчене звання професора за кафедрою металознавства та термічної обробки.
У 1984 – 2020 роках працював в Інституті проблем матеріалознавства ім. І.М. Францевича НАН України на посадах наукового, старшого наукового та провідного наукового співробітника. Від 1995 р. за сумісництвом викладав на кафедрі металознавства та термічної обробки Національного технічного університету України «Київський політехнічний інститут імені Ігоря Сікорського». З 2020 року виконував обов’язки завідувача цієї кафедри, а з 2021 року – завідувач кафедри фізичного матеріалознавства та термічної обробки.

## Наукова і педагогічна діяльність
Вивчає особливості протікання фазових перетворень безпосередньо за високих температур у матеріалах, які одержані за нерівноважних умов і містять наноструктурні та квазікристалічні складові. Велика увага приділяється особливостям структурного стану високоентропійних сплавів та МАХ фаз.
Під керівництвом та за безпосередньої участі захищено 3 кандидатських дисертації та понад 40 дипломних робіт. 
Читає лекції з дисциплін: «Нові матеріали та методи дослідження», «Фазові рівноваги та фазові перетворення», «CALPHAD розрахунок та розробка нових матеріалів», «Кристалографія та рентгенівські дослідження».
Результати наукової діяльності опубліковано більше ніж у 390 наукових працях, з яких понад 170 – у журналах, що індексуються базою даних Scopus (станом на 2025 рік індекс Хірша – 18, кількість посилань > 1230). Співавтор 4 наукових монографій, 5 навчальних посібників та 1 підручника.
Член редакційної колегії журналу «Порошкова металургія», член Українського Матеріалознавчого Товариства імені Івана Францевича, член спеціалізованих вчених рад із захисту дисертацій при Інституті проблем матеріалознавства ім. І.М. Францевича НАН України та Інституті електрозварювання ім. Є.О. Патона НАН України, член та керівник численних разових спеціалізованих рад при Національному технічному університеті України «Київський політехнічний інститут імені Ігоря Сікорського».

## Відзнаки
Лауреат Національної премії імені Бориса Патона 2021 року за роботу «Новітні багатокомпонентні високоентропійні матеріали конструкційного та функціонального призначення».